# Episodi de I viaggiatori delle tenebre (prima stagione)
La prima stagione della serie televisiva I viaggiatori delle tenebre è stata trasmessa in anteprima negli Stati Uniti d'America dalla HBO tra il 23 novembre 1983 e il 14 dicembre 1983.
| nº | Titolo originale   | Titolo italiano | Prima TV USA     | Prima TV Italia |
| -- | ------------------ | --------------- | ---------------- | --------------- |
| 1  | Shattered Vows     |                 | 23 novembre 1983 |                 |
| 2  | When Morning Comes |                 | 30 novembre 1983 |                 |
| 3  | Split Decision     |                 | 14 dicembre 1983 |                 |